# Планиметр
Плани́метр (механический интегратор) — прибор, служащий для механического определения площадей (интегрирования) замкнутых контуров, прорисованных на плоской поверхности. В массовом порядке применялась лишь одна из возможных технических реализаций данного прибора — планиметр Амслера-Коради. Частный случай аналогового вычислительного устройства.

## Планиметр Амслера-Коради

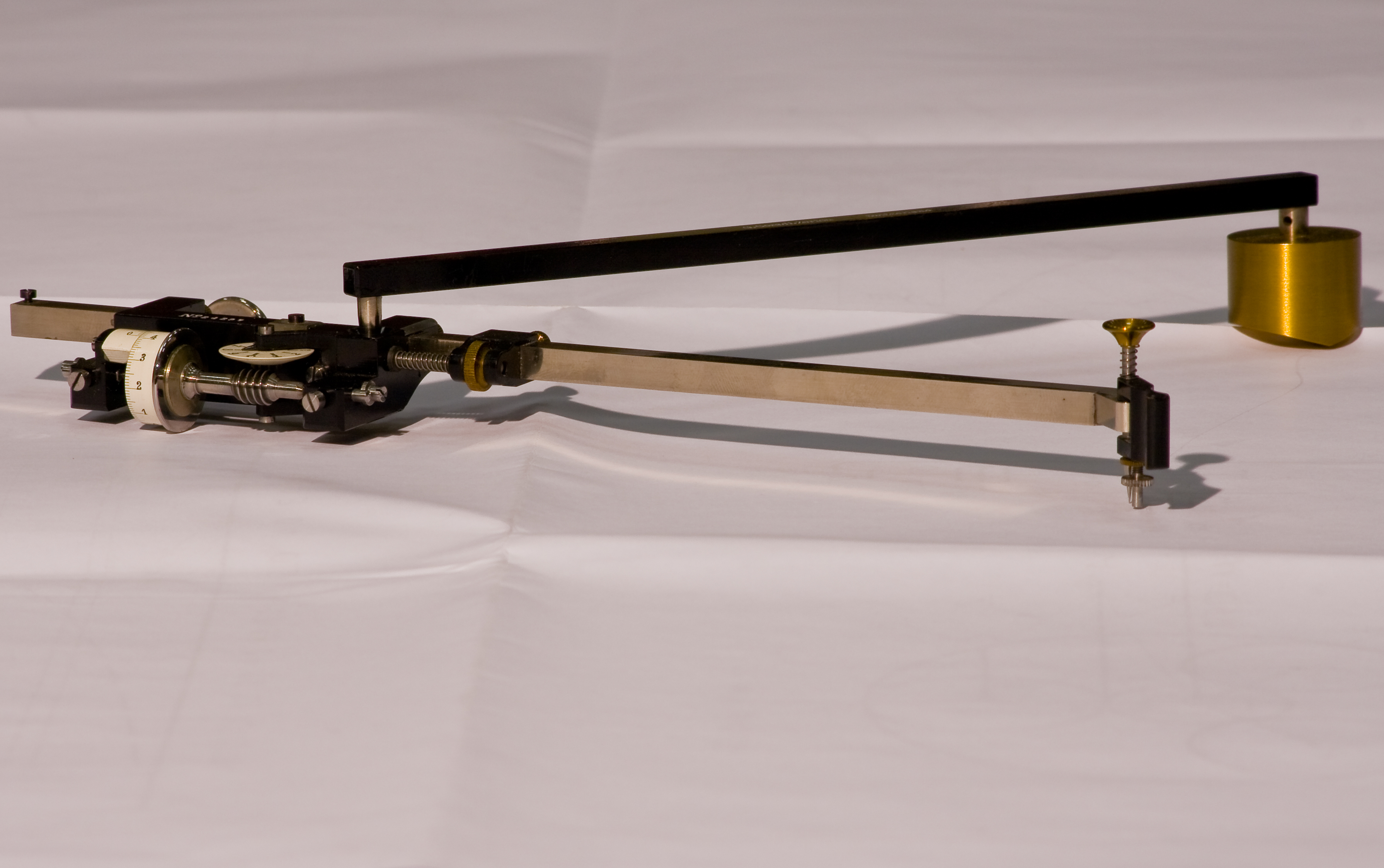
Планиметр Амслера-Коради в рабочем положении

### Принцип действия
Принцип действия прибора Амслера-Коради основан на измерении длин дуг, описываемых на поверхности специальным роликом с очень малым пятном контакта. Ролик закреплён на одном из шарнирно соединенных рычагов простейшего пантографического механизма. Известное положение ролика относительно звеньев механизма позволяет при обходе измеряемого контура измерительным штифтом пантографа — за счёт прокатывания роликом в каждый конкретный момент времени по дуге со строго определённым радиусом — аппроксимировать измеряемый контур прямоугольником с известной длиной сторон и площадью, равной площади измеряемого контура.

## Планиметр-топорик
Один из простейших видов планиметра представляет собой железный стержень, изогнутый в виде буквы «П», у которого один конец заострён, а другой — тупой и сплющенный. Для измерения площади планиметр устанавливают перпендикулярно плоскости чертежа так, чтобы остриё попадало приблизительно в центр тяжести фигуры, площадь которой нужно измерить. Затем остриё планиметра передвигается по отрезку прямой до контура, обводится контур фигуры и по тому же отрезку остриё возвращается в центр фигуры. Во время всех перемещений острия второй конец планиметра свободно двигается по чертежу. Площадь фигуры получается перемножением расстояния между двумя концами планиметра (длины планиметра) на длину отрезка, соединяющего положение тупого конца планиметра до перемещений острия с положением тупого конца планиметра после перемещений острия.

## Интересный факт
В своей автобиографии С. И. Барановский писал:

Изобретенный мною планиметр был одобрен правительством и я продал его до сотни экземпляров. Описание этого планиметра, составленное мною на французском языке, напечатано в Acta societatis Fenniae. Придумавши в нем важное усовершенствование, я уже занялся-было постройкою такого планиметра, но значительно усовершенствованного. Болезнь и годичный отпуск за границу помешали мне окончить это дело, а до моего возвращения явился новый вид планиметра, изобретенный в Швейцарии и очень близкий к тому, который я собирался построить. После того фабрикация моих планиметров прекратилась.
— Барановский, Степан Иванович (автобиография) // Критико-биографический словарь русских писателей и ученых… / С. А. Венгеров. — СПб.: тип. М. М. Стасюлевича, 1897—1904. — Т. 6. — С. 390.
- Планиметр Амслера-Коради: полное руководство на немецком языке в формате DjVu
- Руководство по использованию планиметра Амслера-Коради в формате DjVu